# Charlotte Link
Pour les articles homonymes, voir Link.
Œuvres principales
- Trilogie Le Temps des orages
- Le Sceau du secret

Charlotte Link, née le 5 octobre 1963 à Francfort-sur-le-Main, est une écrivaine allemande qui a publié son premier roman à l'âge de dix-neuf ans. Elle a écrit des livres pour enfants, des nouvelles, des romans et de nombreux articles de magazines et de quotidiens.

## Œuvres

### TrilogieLe Temps des orages
1. Le Temps des orages, Jean-Claude Lattès, 2002 ((de) Sturmzeit, 1989), trad. Gerald Messadié
2. Les Lupins sauvages, Jean-Claude Lattès, 2002 ((de) Wilde Lupinen, 1992), trad. Theresa Révay
3. L'Heure de l'héritage, Jean-Claude Lattès, 2003 ((de) Die Stunde der Erben, 1994), trad. Theresa Révay

### SérieKate Linville
1. L'Emprise du passé, Presses de la Cité, 2016 ((de) Die Betrogene, 2015), trad. Marion Roman
2. Les Disparues de la lande, Presses de la Cité, 2020 ((de) Die Suche, 2019), trad. Corinna Gepner
3. Les racines de la vengeance, Presses de la Cité, 2022 ((de) Ohne Schuld, 2020), trad. Corinna Gepner
4. (de) Einsame Nacht, 2022. Traduction en cours.
5. (de) Dunkles Wasser, 2024. Traduction en cours.

### Romans indépendants
- La Belle Hélène, L'Archipel, 2012 ((de) Cromwells Traum oder Die schöne Helena, 1985), trad. Jean-Marie Argelès
- Les Trois Vies de Margareta, L'Archipel, 2009 ((de) Wenn die Liebe nicht endet, 1986), trad. Jean-Marie Argelès
- Le Péché des anges, Presses de la Cité, 2012 ((de) Die Sünde der Engel, 1996), trad. Corinne Tresca
- Le Soupirant, Presses de la Cité, 2009 ((de) Der Verehrer, 1998), trad. Danièle Darneau
- La Maison des sœurs, Presses de la Cité, 2003 ((de) Das Haus der Schwestern, 1999), trad. Corinne Tresca
- Les Roses de Guernesey, Presses de la Cité, 2004 ((de) Die Rosenzüchterin, 2000), trad. Corinne TrescaRéédité en deux tomes intitulés Le Fardeau du passé et La brume se lève aux éditions J'ai lu en 2006
- Illusions mortelles, Presses de la Cité, 2006 ((de) Die Täuschung, 2002), trad. Danièle Darneau
- Le Sceau du secret, Presses de la Cité, 2005 ((de) Am Ende des Schweigens, 2003), trad. Corinne Tresca
- L'Invité de la dernière heure, Presses de la Cité, 2007 ((de) Der fremde Gast, 2005), trad. Danièle Darneau
- Le Poids du passé, Presses de la Cité, 2008 ((de) Das Echo der Schuld, 2006), trad. Corinne Tresca
- La Dernière Trace, Presses de la Cité, 2010 ((de) Die letzte Spur, 2008), trad. Danièle Darneau
- L'Enfant de personne, Presses de la Cité, 2011 ((de) Das Andere Kind, 2009), trad. Danièle Darneau
- Une femme surveillée, Presses de la Cité, 2013 ((de) Der Beobachter, 2011), trad. Catherine Barret
- La Vallée du renard, Presses de la Cité, 2014 ((de) Im Tal des Fuchses, 2012), trad. Catherine Barret
- Une fille en cavale, Presses de la Cité, 2018 ((de) Die Entscheidung, 2017), trad. Corinna Gepner